# Swet Shop Boys
Swet Shop Boys é um grupo de hip hop, que consiste nos rappers Heems, Riz MC e com Redinho na produção.

## História
Formado originalmente por Heems e Riz MC, o Swet Shop Boys lançou um extended play EP, Swet Shop, em 2014. Junto com Redinho, o grupo lançou o seu primeiro álbum de estúdio Cashmere em 2016. Em 2017, o grupo lançou o EP Sufi La.

## Discografia
Álbuns
- Cashmere (2016)[5]

Extended plays (EPs)
- Swet Shop (2014)
- Sufi La (2017)